# Pikku Rutnakainen
Pikku Rutnakainen är en sjö i Gällivare kommun i Lappland och ingår i Råneälvens huvudavrinningsområde. Pikku Rutnakainen ligger i Råneälven Natura 2000-område.